# Amanda Posey
Amanda Posey (* im 20. Jahrhundert) ist eine britische Filmproduzentin. Bekannt wurde sie durch Filme wie Ballfieber, Ein Mann für eine Saison, An Education, Quartett oder Brooklyn – Eine Liebe zwischen zwei Welten.

## Leben und Karriere
Amanda Posey begann ihre Tätigkeit beim Film zu Beginn der 1990er Jahre zuerst als Assistentin des Produzenten bei der britischen TV-Serie The Comic Strip Presents.... 1997 begann sie schließlich eigenständig als Filmproduzentin zu arbeiten. Ihr erster Film, den sie selbst produzierte, war die Nick-Hornby-Literaturverfilmung Ballfieber mit Colin Firth in der Hauptrolle.
Während der 2000er Jahre engagierte sie sich dann für Filme wie Five Seconds to Spare, der US-amerikanischen Neuverfilmung von Ballfieber mit dem Titel Ein Mann für eine Saison oder einer weiteren oscarnominierten Nick Hornby Verfilmung An Education in der Besetzung Carey Mulligan, Peter Sarsgaard und Alfred Molina. 2012 folgte ihr Engagement für Dustin Hoffmans Filmkomödie Quartett mit Maggie Smith, Michael Gambon und Billy Connolly. 2014 unterstützte sie die Kinoproduktion A Long Way Down mit Pierce Brosnan in der Hauptrolle, die ebenfalls aus einer literarischen Vorlage von Hornby beruht. Für ihr Engagement des Films Brooklyn – Eine Liebe zwischen zwei Welten wurde sie zusammen mit ihrer Kollegin Finola Dwyer in der Kategorie Bester Film bei der Verleihung 2016 nach 2010 zum zweiten Mal für einen Oscar nominiert.
Neben ihrem Engagement für Spielfilme unterstützte sie als Produzentin im Jahr 2005 auch den Kurzfilm The Open Doors und 2015 den Dokumentarfilm My Nazi Legacy.
Amanda Posey ist die zweite Ehefrau des Schriftstellers Nick Hornby.

## Auszeichnungen (Auswahl)
- 2010: Oscar-Nominierung in der Kategorie Bester Film bei der Verleihung 2010 für An Education zusammen mit Finola Dwyer
- 2016: Oscar-Nominierung in der Kategorie Bester Film bei der Verleihung 2016 für Brooklyn – Eine Liebe zwischen zwei Welten zusammen mit Finola Dwyer

## Filmografie (Auswahl)

### Kino
- 1997: Ballfieber (Fever Pitch)
- 2000: Five Seconds to Spare
- 2005: Ein Mann für eine Saison (Fever Pitch)
- 2009: An Education
- 2012: Quartett
- 2014: A Long Way Down
- 2015: Brooklyn – Eine Liebe zwischen zwei Welten (Brooklyn)
- 2016: Ihre beste Stunde – Drehbuch einer Heldin (Their Finest)
- 2018: VS.
- 2019: In deinen Armen (Dirt Music)
- 2024: Joy

### Dokumentar- und Kurzfilme
- 2004: The Open Doors (Kurzfilm)
- 2015: What Our Fathers Did: A Nazi Legacy (Dokumentarfilm)